# Giuseppe Genoese Zerbi
Giuseppe Romolo Genoese Zerbi (Reggio Calabria, 9 ottobre 1870 – Napoli, 12 settembre 1930) è stato un politico italiano, podestà di Reggio Calabria dal dicembre 1926 al 10 novembre 1928.

## Biografia
Figlio di Domenico Genoese Zerbi, sindaco di Reggio per tre volte, e poi deputato per due legislature.
Ammiraglio, fu il primo podestà di Reggio Calabria e ideatore della realizzazione del Lido Comunale nella Rada Giunchi.
L'opera più importante dell'ammiraglio Genoese Zerbi è però considerata senza dubbio la conurbazione della "Grande Reggio", che portò la città ad inglobare 14 comuni limitrofi, creando la prima area metropolitana di Reggio.